# Åge Risanger
Åge Risanger (Haugesund, 18 agosto 1956) è un ex calciatore norvegese, di ruolo centrocampista.

## Carriera

### Club
Risanger è cresciuto nelle giovanili del Vard Haugesund, con cui ha vinto anche il Norgesmesterskapet G19 1972. Dal 1980 al 1983 è stato in forza al Viking, con cui ha vinto il campionato 1982 e per cui ha giocato 4 partite nelle competizioni europee.

### Nazionale
Ha rappresentato la Norvegia a livello Under-16 e Under-19.

## Palmarès

### Club

#### Competizioni giovanili
- Norgesmesterskapet G19: 1

Vard Haugesund: 1972

#### Competizioni nazionali
- Campionato norvegese: 1

Viking: 1982